# Freya (genre)
Pour les articles homonymes, voir Freya.
Genre
Freya est un genre d'araignées aranéomorphes de la famille des Salticidae.

## Distribution
Les espèces de ce genre se rencontrent en Amérique latine.

## Liste des espèces
Selon World Spider Catalog (version 18.5, 23/09/2017) :
- Freya atures Galiano, 2001
- Freya bicavata (F. O. Pickard-Cambridge, 1901)
- Freya chapare Galiano, 2001
- Freya decorata (C. L. Koch, 1846)
- Freya disparipes Caporiacco, 1954
- Freya dureti Galiano, 2001
- Freya justina Banks, 1929
- Freya nigrotaeniata (Mello-Leitão, 1945)
- Freya petrunkevitchi Chickering, 1946
- Freya prominens (F. O. Pickard-Cambridge, 1901)
- Freya regia (Peckham & Peckham, 1896)
- Freya rubiginosa (C. L. Koch, 1846)
- Freya rufohirta (Simon, 1902)

## Publication originale
- C. L. Koch, 1850 : Übersicht des Arachnidensystems. Nürnberg, vol. 5, p. 1-77 (texte intégral).